# Marianne van Oranje-Nassau

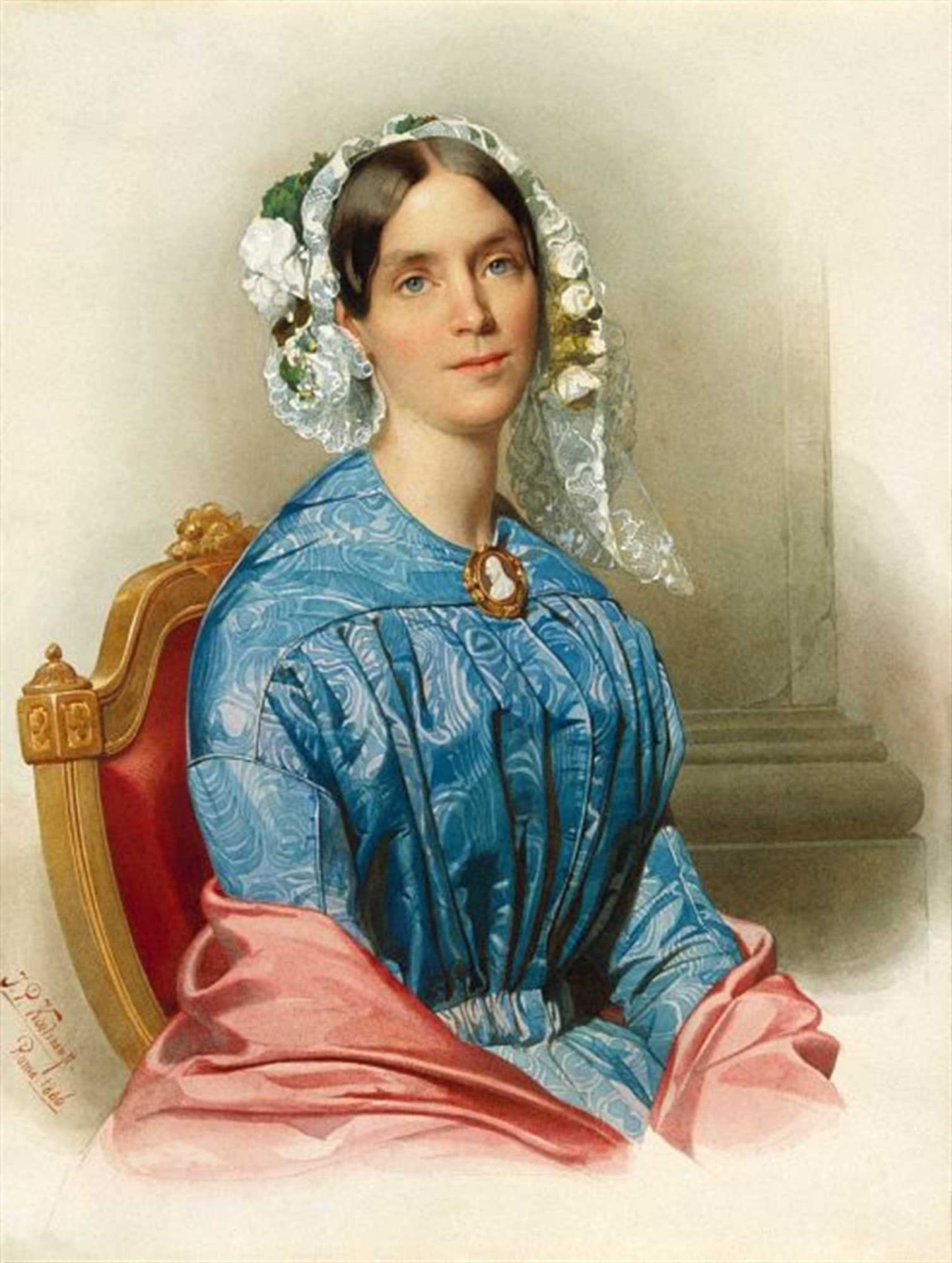
Prinses Marianne van Oranje-Nassau, een schilderij van J.P. Koelman uit 1846

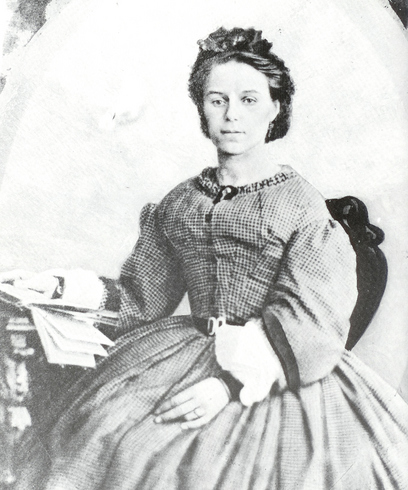
Foto van Marianne omstreeks 1850

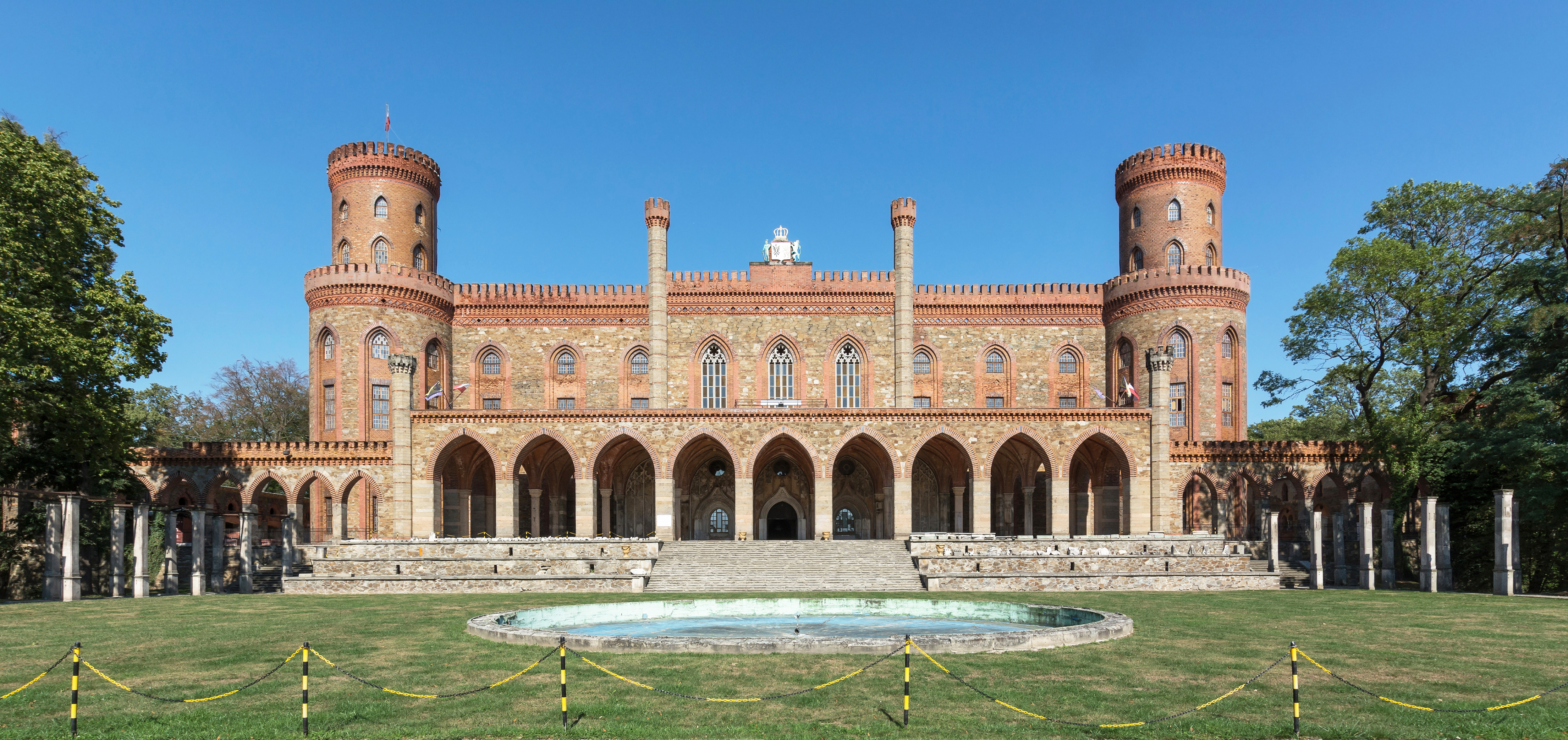
Slot Kamenz, de woning van prinses Marianne 1835-1845

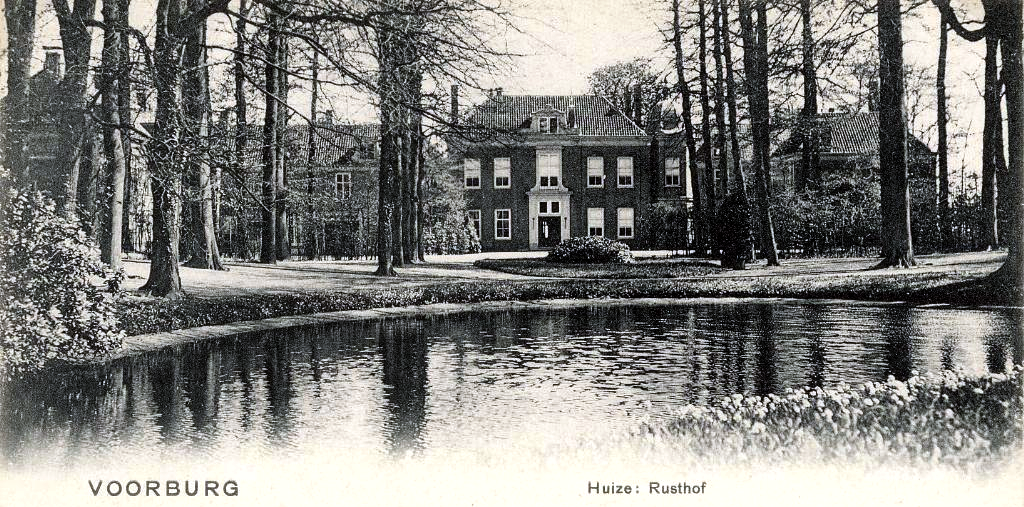
Huis Rusthof in Voorburg

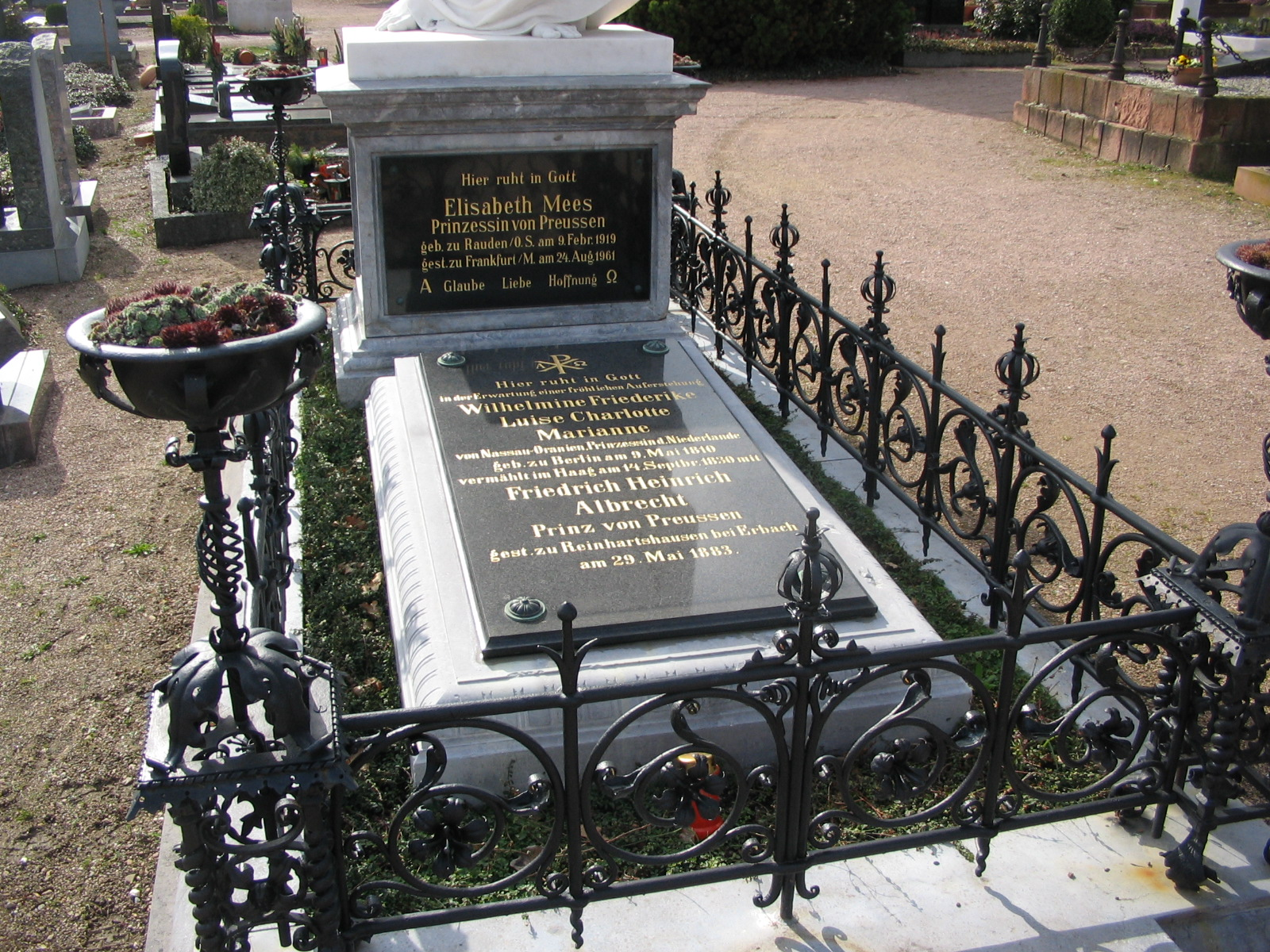
graf van Marianne

Wilhelmina Frederica Louisa Charlotte Marianne (Berlijn, 9 mei 1810 — Erbach, 29 mei 1883), prinses der Nederlanden, prinses van Oranje-Nassau, was een dochter van koning Willem I der Nederlanden en zijn volle nicht prinses Wilhelmina (Mimi) van Pruisen. 

## Familie

### Kinderjaren in Berlijn
Marianne was het jongste kind van Willem Frederik en Wilhelmina. Ze was een nakomertje. Haar broers Willem (de latere koning Willem II) en Frederik (latere familiebemiddelaar) waren 17 en 13 jaar ouder dan zij. Haar oudere zus Paulina was in 1806 op zesjarige leeftijd overleden.
Marianne werd  op 31 mei 1810 gedoopt te Berlijn. Een van haar peetooms was haar broer Willem. Zij is vernoemd naar een tante van moederskant Marie Anne Amalie van Hessen-Homburg. 
Willem Frederik was in 1795 met zijn gezin gevlucht voor Napoleon naar zijn Pruisische schoonouders in Berlijn. In 1803 kwam hij, nadat hij ‘’Fürst von Fulda’’ was geworden, in het bezit van wat daarna het ‘’Niederländisches Palais Unter den Linden’’ zou heten. Daar verbleef het gezin tot 1813 in ballingschap met een korte onderbreking in 1806. Dat jaar werd Willem Frederik, die als Pruisische generaal vocht tegen Napoleon, door de Fransen gevangengenomen. Zijn echtgenote vluchtte met haar drie kinderen naar Freienwalde in de buurt van Brandenburg waarbij het jongste kind Pauline op 22 december door de winterkou overleed. In 1807 ging Wilhelmina (Mimi) terug naar Berlijn. Haar man kwam in juli 1807 vrij en verbleef sindsdien eveneens in ‘’Unter den Linden’’. Het is hier waar in mei 1810 Marianne in ballingschap werd geboren. Het gezin zou pas in december 1813 naar Den Haag vertrekken.

### Jeugdjaren in Holland
Eind 1813 kwam er een einde aan de Duitse ballingschap. Mariannes vader was op 30 november 1813 geland op het strand van Scheveningen en enige tijd later kwam Marianne met haar moeder en haar kindermeisje Bonninck naar Den Haag. Het gezin woonde tijdelijk in het Huis Huguetan aan de Lange Voorhout 34 en nadat het Oude Paleis aan het Noordeinde en Huis ten Bosch opnieuw ingericht waren verhuisde men. De zomermaanden bracht men door op Paleis Het Loo in Apeldoorn. Op 30 maart 1814 werd haar vader, Willem I, in de Nieuwe Kerk van Amsterdam als soeverein vorst ingehuldigd. Door het Congres van Wenen werd België bij Nederland gevoegd en op 21 september 1815 werd Willem I in Brussel ingehuldigd als koning. Als nieuwe koning en koningin van Nederland en België hadden haar ouders weinig tijd voor Marianne. Zij stelden een gouvernante uit adellijke kring aan, Jacoba Helena gravin Bentinck-van Reede-Ginkel, gehuwd met de heer van Middachten. Zij was streng voor Marianne en regelde het onderwijs, onder andere door lessen van de huisonderwijzeres Catharina van Ulft. Zij kreeg extra taalonderwijs, haar talen waren slecht, ze sprak een mengelmoes van Duits en Frans, en nauwelijks Nederlands.

## Huwelijk en kinderen
| Marianne en prins Albrecht van Pruisen |

In 1828 verloofde zij zich met Gustaaf van Holstein-Gottorp, een zoon van de voormalige koning van Zweden Gustaaf IV Adolf, maar onder politieke druk moest zij deze verloving verbreken. Een nieuwe verbintenis met Pruisen werd nuttiger geacht en dus trouwde ze in 1830 met haar neef Albert van Pruisen, een jongere broer van de latere keizer Wilhelm I.
Uit het huwelijk met Albert kwamen vijf kinderen voort, van wie er twee jong stierven:
- Charlotte (1831-1855), gehuwd met George II van Saksen-Meiningen
- naamloze zoon (1832)
- Albert (1837-1906), gehuwd met Maria van Saksen-Altenburg
- Elisabeth (27 augustus 1840 - 9 oktober 1840)
- Alexandrine (1842-1906), gehuwd met Willem van Mecklenburg.

In 1838 liet Prinses Marianne in het Silezische Kamenz voor haar gezin Slot Kamenz bouwen.

## Johannes van Rossum
| Johannes van Rossum           |
| Zoon Johannes Reinhartshausen |

Het huwelijk tussen Marianne en Albert was slecht. In 1845 verliet Marianne haar man en Berlijn om zich in Voorburg te vestigen. Op 7 maart 1848 kocht ze de voorname buitenplaats Den Honaard om daar haar buitenechtelijke kind Johannes Willem van Reinhartshausen op te laten groeien. Haar aanwezigheid was van korte duur want ze verkocht het goed al in juni 1852. In Voorburg zelf kocht ze in 1848 de buitenplaats Rusthof, waar ze regelmatig verbleef. Tevens kocht ze Leeuwensteijn voor haar gasten, en de villa Klein Rusthof en buitenplaats Noordervliet voor haar zoon Albert. 
Hier leefde ze openlijk samen met haar koetsier, Johannes van Rossum. Op 28 maart 1849 werd de echtscheiding met Albert officieel uitgesproken. Op 30 oktober dat jaar beviel ze van een zoon:
- Johannes Willem van Reinhartshausen (1849-1861), van wie ook destijds al bekend was wie de vader was.

Daarop kwamen de contacten met het Oranjehuis onder grote druk te staan en was ze in Pruisen ongewenst. Daarmee werd haar feitelijk het contact tot haar kinderen ontzegd. Deze kwamen echter in 1849 per trein naar Nederland. Op 5 juni 1853 werd haar echtscheiding goedgekeurd door de koning van Pruisen.  
Ze stierf op 29 mei 1883 op Schloss Reinhartshausen in Erbach. Marianne werd na haar dood begraven in het graf van Van Rossum, in het Duitse Erbach in de Rheingau. Zij was de laatste Oranje, vóór Friso van Oranje-Nassau van Amsberg (2013), die ter aarde werd besteld. Alle andere Oranjes werden - al dan niet gebalsemd - bijgezet in een grafkelder, meestal in Delft.
Prinses Marianne heeft in de tijd dat zij in Duitsland woonde, in de buurt van Breslau, tegenwoordig Wrocław in Polen, veel voor de streek betekend. Zij heeft veel in de aanleg van wegen en in de (glas)industrie geïnvesteerd. In Seitenberg, nu Stronie Śląskie, staat nu nog de glasfabriek Violetta, waarvan zij de oprichting mogelijk heeft gemaakt. In Bad Landeck, nu Lądek Zdrój, staat nog een monumentje ter herinnering aan haar inbreng in de aanleg van een belangrijke weg in het gebied.

## Muziek
Prinses Marianne was ook een componiste. Zij componeerde in 1836 een Parademars. Dit is een typische mars voor de cavalerie. In Pruisen bestond een bundel van marsen voor het leger, de Preußische Armeemarsch-Sammlung. Deze bestond uit drie onderdelen. Het 1e deel bestond uit langzame marsen voor de Infanterie en presenteermarsen voor de voettroepen, het 2e deel uit Geschwindmärsche für die Infanterie en de parademarsen voor de voettroepen. In het 3e deel waren de marsen van de cavalerie opgenomen. Omdat de mars die prinses Marianne had gecomponeerd, een cavalerie-mars was, behoorde die eigenlijk tot het 3e deel, maar werd als Armeemarsch I, 21, of AM I, 21, in het 1e deel ondergebracht.
Ook haar dochter Charlotte en haar zoon Albert, alsmede haar kleindochter prinses Maria Elisabeth van Saksen-Meiningen hebben verschillende bijdragen aan deze bundel geleverd en marsen gecomponeerd.

## Kwartierstaat
| Willem IV van Oranje-Nassau (1711-1751) | Willem IV van Oranje-Nassau (1711-1751) | Willem IV van Oranje-Nassau (1711-1751) | Willem IV van Oranje-Nassau (1711-1751) | Willem IV van Oranje-Nassau (1711-1751) | Willem IV van Oranje-Nassau (1711-1751) | Anna van Hannover (1709-1759)          | Anna van Hannover (1709-1759)          | Anna van Hannover (1709-1759)          | Anna van Hannover (1709-1759)          | Anna van Hannover (1709-1759)        | Anna van Hannover (1709-1759)        |                                       |                                       | August Willem van Pruisen (1722—1758) | August Willem van Pruisen (1722—1758) | August Willem van Pruisen (1722—1758) | August Willem van Pruisen (1722—1758) | August Willem van Pruisen (1722—1758) | August Willem van Pruisen (1722—1758) | Amalia van Brunswijk-Wolfenbüttel (1722-1780) | Amalia van Brunswijk-Wolfenbüttel (1722-1780) | Amalia van Brunswijk-Wolfenbüttel (1722-1780) | Amalia van Brunswijk-Wolfenbüttel (1722-1780) | Amalia van Brunswijk-Wolfenbüttel (1722-1780) | Amalia van Brunswijk-Wolfenbüttel (1722-1780) |  |  | August Willem van Pruisen (1722—1758) | August Willem van Pruisen (1722—1758) | August Willem van Pruisen (1722—1758) | August Willem van Pruisen (1722—1758) | August Willem van Pruisen (1722—1758)      | August Willem van Pruisen (1722—1758)      | Amalia van Brunswijk-Wolfenbüttel (1722-1780) | Amalia van Brunswijk-Wolfenbüttel (1722-1780) | Amalia van Brunswijk-Wolfenbüttel (1722-1780) | Amalia van Brunswijk-Wolfenbüttel (1722-1780) | Amalia van Brunswijk-Wolfenbüttel (1722-1780) | Amalia van Brunswijk-Wolfenbüttel (1722-1780) |                                        |                                        | Lodewijk IX van Hessen-Darmstadt (1719–1790) | Lodewijk IX van Hessen-Darmstadt (1719–1790) | Lodewijk IX van Hessen-Darmstadt (1719–1790) | Lodewijk IX van Hessen-Darmstadt (1719–1790) | Lodewijk IX van Hessen-Darmstadt (1719–1790) | Lodewijk IX van Hessen-Darmstadt (1719–1790) | Henriëtte Caroline van Palts-Zweibrücken (1721-1774) | Henriëtte Caroline van Palts-Zweibrücken (1721-1774) | Henriëtte Caroline van Palts-Zweibrücken (1721-1774) | Henriëtte Caroline van Palts-Zweibrücken (1721-1774) | Henriëtte Caroline van Palts-Zweibrücken (1721-1774) | Henriëtte Caroline van Palts-Zweibrücken (1721-1774) |  |  |  |  |  |  |  |  |  |  |  |  |  |  |  |  |  |  |  |  |  |  |  |  |  |  |  |  |  |  |  |  |  |  |  |  |  |  |  |  |  |  |  |  |  |  |  |  |
| Willem IV van Oranje-Nassau (1711-1751) | Willem IV van Oranje-Nassau (1711-1751) | Willem IV van Oranje-Nassau (1711-1751) | Willem IV van Oranje-Nassau (1711-1751) | Willem IV van Oranje-Nassau (1711-1751) | Willem IV van Oranje-Nassau (1711-1751) | Anna van Hannover (1709-1759)          | Anna van Hannover (1709-1759)          | Anna van Hannover (1709-1759)          | Anna van Hannover (1709-1759)          | Anna van Hannover (1709-1759)        | Anna van Hannover (1709-1759)        |                                       |                                       | August Willem van Pruisen (1722—1758) | August Willem van Pruisen (1722—1758) | August Willem van Pruisen (1722—1758) | August Willem van Pruisen (1722—1758) | August Willem van Pruisen (1722—1758) | August Willem van Pruisen (1722—1758) | Amalia van Brunswijk-Wolfenbüttel (1722-1780) | Amalia van Brunswijk-Wolfenbüttel (1722-1780) | Amalia van Brunswijk-Wolfenbüttel (1722-1780) | Amalia van Brunswijk-Wolfenbüttel (1722-1780) | Amalia van Brunswijk-Wolfenbüttel (1722-1780) | Amalia van Brunswijk-Wolfenbüttel (1722-1780) |  |  | August Willem van Pruisen (1722—1758) | August Willem van Pruisen (1722—1758) | August Willem van Pruisen (1722—1758) | August Willem van Pruisen (1722—1758) | August Willem van Pruisen (1722—1758)      | August Willem van Pruisen (1722—1758)      | Amalia van Brunswijk-Wolfenbüttel (1722-1780) | Amalia van Brunswijk-Wolfenbüttel (1722-1780) | Amalia van Brunswijk-Wolfenbüttel (1722-1780) | Amalia van Brunswijk-Wolfenbüttel (1722-1780) | Amalia van Brunswijk-Wolfenbüttel (1722-1780) | Amalia van Brunswijk-Wolfenbüttel (1722-1780) |                                        |                                        | Lodewijk IX van Hessen-Darmstadt (1719–1790) | Lodewijk IX van Hessen-Darmstadt (1719–1790) | Lodewijk IX van Hessen-Darmstadt (1719–1790) | Lodewijk IX van Hessen-Darmstadt (1719–1790) | Lodewijk IX van Hessen-Darmstadt (1719–1790) | Lodewijk IX van Hessen-Darmstadt (1719–1790) | Henriëtte Caroline van Palts-Zweibrücken (1721-1774) | Henriëtte Caroline van Palts-Zweibrücken (1721-1774) | Henriëtte Caroline van Palts-Zweibrücken (1721-1774) | Henriëtte Caroline van Palts-Zweibrücken (1721-1774) | Henriëtte Caroline van Palts-Zweibrücken (1721-1774) | Henriëtte Caroline van Palts-Zweibrücken (1721-1774) |  |  |  |  |  |  |  |  |  |  |  |  |  |  |  |  |  |  |  |  |  |  |  |  |  |  |  |  |  |  |  |  |  |  |  |  |  |  |  |  |  |  |  |  |  |  |  |  |
|                                         |                                         |                                         |                                         |                                         |                                         |                                        |                                        |                                        |                                        |                                      |                                      |                                       |                                       |                                       |                                       |                                       |                                       |                                       |                                       |                                               |                                               |                                               |                                               |                                               |                                               |  |  |                                       |                                       |                                       |                                       |                                            |                                            |                                               |                                               |                                               |                                               |                                               |                                               |                                        |                                        |                                              |                                              |                                              |                                              |                                              |                                              |                                                      |                                                      |                                                      |                                                      |                                                      |                                                      |  |  |  |  |  |  |  |  |  |  |  |  |  |  |  |  |  |  |  |  |  |  |  |  |  |  |  |  |  |  |  |  |  |  |  |  |  |  |  |  |  |  |  |  |  |  |  |  |
|                                         |                                         |                                         |                                         | Willem V van Oranje-Nassau (1748–1806)  | Willem V van Oranje-Nassau (1748–1806)  | Willem V van Oranje-Nassau (1748–1806) | Willem V van Oranje-Nassau (1748–1806) | Willem V van Oranje-Nassau (1748–1806) | Willem V van Oranje-Nassau (1748–1806) |                                      |                                      |                                       |                                       |                                       |                                       | Wilhelmina van Pruisen (1751-1820)    | Wilhelmina van Pruisen (1751-1820)    | Wilhelmina van Pruisen (1751-1820)    | Wilhelmina van Pruisen (1751-1820)    | Wilhelmina van Pruisen (1751-1820)            | Wilhelmina van Pruisen (1751-1820)            |                                               |                                               |                                               |                                               |  |  |                                       |                                       |                                       |                                       | Frederik Willem II van Pruisen (1744-1797) | Frederik Willem II van Pruisen (1744-1797) | Frederik Willem II van Pruisen (1744-1797)    | Frederik Willem II van Pruisen (1744-1797)    | Frederik Willem II van Pruisen (1744-1797)    | Frederik Willem II van Pruisen (1744-1797)    |                                               |                                               |                                        |                                        |                                              |                                              | Frederika van Hessen-Darmstadt (1751-1805)   | Frederika van Hessen-Darmstadt (1751-1805)   | Frederika van Hessen-Darmstadt (1751-1805)   | Frederika van Hessen-Darmstadt (1751-1805)   | Frederika van Hessen-Darmstadt (1751-1805)           | Frederika van Hessen-Darmstadt (1751-1805)           |                                                      |                                                      |                                                      |                                                      |  |  |  |  |  |  |  |  |  |  |  |  |  |  |  |  |  |  |  |  |  |  |  |  |  |  |  |  |  |  |  |  |  |  |  |  |  |  |  |  |  |  |  |  |  |  |  |  |
|                                         |                                         |                                         |                                         | Willem V van Oranje-Nassau (1748–1806)  | Willem V van Oranje-Nassau (1748–1806)  | Willem V van Oranje-Nassau (1748–1806) | Willem V van Oranje-Nassau (1748–1806) | Willem V van Oranje-Nassau (1748–1806) | Willem V van Oranje-Nassau (1748–1806) |                                      |                                      |                                       |                                       |                                       |                                       | Wilhelmina van Pruisen (1751-1820)    | Wilhelmina van Pruisen (1751-1820)    | Wilhelmina van Pruisen (1751-1820)    | Wilhelmina van Pruisen (1751-1820)    | Wilhelmina van Pruisen (1751-1820)            | Wilhelmina van Pruisen (1751-1820)            |                                               |                                               |                                               |                                               |  |  |                                       |                                       |                                       |                                       | Frederik Willem II van Pruisen (1744-1797) | Frederik Willem II van Pruisen (1744-1797) | Frederik Willem II van Pruisen (1744-1797)    | Frederik Willem II van Pruisen (1744-1797)    | Frederik Willem II van Pruisen (1744-1797)    | Frederik Willem II van Pruisen (1744-1797)    |                                               |                                               |                                        |                                        |                                              |                                              | Frederika van Hessen-Darmstadt (1751-1805)   | Frederika van Hessen-Darmstadt (1751-1805)   | Frederika van Hessen-Darmstadt (1751-1805)   | Frederika van Hessen-Darmstadt (1751-1805)   | Frederika van Hessen-Darmstadt (1751-1805)           | Frederika van Hessen-Darmstadt (1751-1805)           |                                                      |                                                      |                                                      |                                                      |  |  |  |  |  |  |  |  |  |  |  |  |  |  |  |  |  |  |  |  |  |  |  |  |  |  |  |  |  |  |  |  |  |  |  |  |  |  |  |  |  |  |  |  |  |  |  |  |
|                                         |                                         |                                         |                                         |                                         |                                         |                                        |                                        |                                        |                                        | Willem I der Nederlanden (1772–1843) | Willem I der Nederlanden (1772–1843) | Willem I der Nederlanden (1772–1843)  | Willem I der Nederlanden (1772–1843)  | Willem I der Nederlanden (1772–1843)  | Willem I der Nederlanden (1772–1843)  |                                       |                                       |                                       |                                       |                                               |                                               |                                               |                                               |                                               |                                               |  |  |                                       |                                       |                                       |                                       |                                            |                                            |                                               |                                               |                                               |                                               | Wilhelmina van Pruisen (1774-1837)            | Wilhelmina van Pruisen (1774-1837)            | Wilhelmina van Pruisen (1774-1837)     | Wilhelmina van Pruisen (1774-1837)     | Wilhelmina van Pruisen (1774-1837)           | Wilhelmina van Pruisen (1774-1837)           |                                              |                                              |                                              |                                              |                                                      |                                                      |                                                      |                                                      |                                                      |                                                      |  |  |  |  |  |  |  |  |  |  |  |  |  |  |  |  |  |  |  |  |  |  |  |  |  |  |  |  |  |  |  |  |  |  |  |  |  |  |  |  |  |  |  |  |  |  |  |  |
|                                         |                                         |                                         |                                         |                                         |                                         |                                        |                                        |                                        |                                        | Willem I der Nederlanden (1772–1843) | Willem I der Nederlanden (1772–1843) | Willem I der Nederlanden (1772–1843)  | Willem I der Nederlanden (1772–1843)  | Willem I der Nederlanden (1772–1843)  | Willem I der Nederlanden (1772–1843)  |                                       |                                       |                                       |                                       |                                               |                                               |                                               |                                               |                                               |                                               |  |  |                                       |                                       |                                       |                                       |                                            |                                            |                                               |                                               |                                               |                                               | Wilhelmina van Pruisen (1774-1837)            | Wilhelmina van Pruisen (1774-1837)            | Wilhelmina van Pruisen (1774-1837)     | Wilhelmina van Pruisen (1774-1837)     | Wilhelmina van Pruisen (1774-1837)           | Wilhelmina van Pruisen (1774-1837)           |                                              |                                              |                                              |                                              |                                                      |                                                      |                                                      |                                                      |                                                      |                                                      |  |  |  |  |  |  |  |  |  |  |  |  |  |  |  |  |  |  |  |  |  |  |  |  |  |  |  |  |  |  |  |  |  |  |  |  |  |  |  |  |  |  |  |  |  |  |  |  |
|                                         |                                         |                                         |                                         |                                         |                                         |                                        |                                        |                                        |                                        |                                      |                                      |                                       |                                       |                                       |                                       |                                       |                                       |                                       |                                       |                                               |                                               |                                               |                                               |                                               |                                               |  |  |                                       |                                       |                                       |                                       |                                            |                                            |                                               |                                               |                                               |                                               |                                               |                                               |                                        |                                        |                                              |                                              |                                              |                                              |                                              |                                              |                                                      |                                                      |                                                      |                                                      |                                                      |                                                      |  |  |  |  |  |  |  |  |  |  |  |  |  |  |  |  |  |  |  |  |  |  |  |  |  |  |  |  |  |  |  |  |  |  |  |  |  |  |  |  |  |  |  |  |  |  |  |  |
|                                         |                                         |                                         |                                         |                                         |                                         |                                        |                                        |                                        |                                        |                                      |                                      |                                       |                                       |                                       |                                       |                                       |                                       |                                       |                                       |                                               |                                               |                                               |                                               |                                               |                                               |  |  |                                       |                                       |                                       |                                       |                                            |                                            |                                               |                                               |                                               |                                               |                                               |                                               |                                        |                                        |                                              |                                              |                                              |                                              |                                              |                                              |                                                      |                                                      |                                                      |                                                      |                                                      |                                                      |  |  |  |  |  |  |  |  |  |  |  |  |  |  |  |  |  |  |  |  |  |  |  |  |  |  |  |  |  |  |  |  |  |  |  |  |  |  |  |  |  |  |  |  |  |  |  |  |
|                                         |                                         |                                         |                                         |                                         |                                         |                                        |                                        |                                        |                                        |                                      |                                      | Willem II der Nederlanden (1792-1849) | Willem II der Nederlanden (1792-1849) | Willem II der Nederlanden (1792-1849) | Willem II der Nederlanden (1792-1849) | Willem II der Nederlanden (1792-1849) | Willem II der Nederlanden (1792-1849) |                                       |                                       | Frederik der Nederlanden (1797-1881)          | Frederik der Nederlanden (1797-1881)          | Frederik der Nederlanden (1797-1881)          | Frederik der Nederlanden (1797-1881)          | Frederik der Nederlanden (1797-1881)          | Frederik der Nederlanden (1797-1881)          |  |  | Paulina van Oranje-Nassau (1800-1806) | Paulina van Oranje-Nassau (1800-1806) | Paulina van Oranje-Nassau (1800-1806) | Paulina van Oranje-Nassau (1800-1806) | Paulina van Oranje-Nassau (1800-1806)      | Paulina van Oranje-Nassau (1800-1806)      |                                               |                                               | Marianne van Oranje-Nassau (1810-1883)        | Marianne van Oranje-Nassau (1810-1883)        | Marianne van Oranje-Nassau (1810-1883)        | Marianne van Oranje-Nassau (1810-1883)        | Marianne van Oranje-Nassau (1810-1883) | Marianne van Oranje-Nassau (1810-1883) |                                              |                                              |                                              |                                              |                                              |                                              |                                                      |                                                      |                                                      |                                                      |                                                      |                                                      |  |  |  |  |  |  |  |  |  |  |  |  |  |  |  |  |  |  |  |  |  |  |  |  |  |  |  |  |  |  |  |  |  |  |  |  |  |  |  |  |  |  |  |  |  |  |  |  |

## Trivia
- Voor de Oude Kerk van Voorburg staat een klein standbeeld van de prinses. De Prinses Mariannelaan en het Marianneviaduct in deze plaats zijn naar haar genoemd.
- In de eerder genoemde Oude Kerk is in 1878 door de orgelbouwer Bätz-Witte een kerkorgel gebouwd. De prinses, die hier naar de kerk ging, zou zich naar verluidt bijzonder hebben geërgerd aan de slechte kwaliteit van het orgel dat destijds in de kerk stond. Op haar initiatief en door een van haar afkomstige financiële bijdrage werd de bouw van het nieuwe, huidige orgel mogelijk. Het orgel heet daarom nog altijd het Marianne-orgel.
- Rond 1850 kocht Marianne op een slavenmarkt in Caïro, Egypte voor 150 gulden een jongen van rond de 15 jaar en nam deze mee naar Nederland.
- De prinses was zeer betrokken bij de Maatschappij van Weldadigheid en steunde regelmatig projecten van de maatschappij, zoals de bouw van de hoeve De Dankbaarheid. In Wilhelminaoord is een boerderij, de Hoeve Prinses Marianne (1913), naar haar vernoemd.